# Rally Rías Baixas de 2005
El Rally Rías Baixas de 2005, oficialmente 41.º Rallye Rías Baixas Redcom, fue la 41.ª edición y la cuarta ronda de la temporada 2005 del Campeonato de España de Rally. Se celebró del 26 al 27 de mayo y contó con un itinerario de nueve tramos sobre asfalto que sumaban un total de 152 km cronometrados.

## Itinerario
| Día   | Tramo | Nombre     | Distancia | Hora | Ganador      | Tiempo |
| ----- | ----- | ---------- | --------- | ---- | ------------ | ------ |
| Día 1 | TC1   | As Neves   | 14.18 km  |      | Bandera de ? |        |
| Día 1 | TC2   | Mondariz   | 24.05 km  |      | Bandera de ? |        |
| Día 1 | TC3   | Moscoso    | 11.49 km  |      | Bandera de ? |        |
| Día 1 | TC4   | As Neves   | 14.18 km  |      | Bandera de ? |        |
| Día 1 | TC5   | Mondariz   | 24.05 km  |      | Bandera de ? |        |
| Día 1 | TC6   | Fornelos   | 17.89 km  |      | Bandera de ? |        |
| Día 1 | TC7   | Ponteareas | 14.63 km  |      | Bandera de ? |        |
| Día 1 | TC8   | Fornelos   | 17.89 km  |      | Bandera de ? |        |
| Día 1 | TC9   | Ponteareas | 14.63 km  |      | Bandera de ? |        |

## Clasificación final
| Pos. | Piloto               | Copiloto            | Automóvil                     | Tiempo    | Diferencia |
| ---- | -------------------- | ------------------- | ----------------------------- | --------- | ---------- |
| 1.   | Dani Sordo           | Carlos del Barrio   | Citroën C2 S1600              | 1:34:05.8 | 0.0        |
| 2.   | Miguel Ángel Fuster  | José Vicente Medina | Renault Clio S1600            | 1:34:49.7 | +43.9      |
| 3.   | Sergio Vallejo       | Diego Vallejo       | Fiat Punto S1600              | 1:35:04.6 | +58.8      |
| 4.   | Alberto Hevia        | Alberto Iglesias    | Renault Clio S1600            | 1:35:23.9 | +1:18.1    |
| 5.   | Manuel Rueda         | Borja Rozada        | Renault Clio S1600            | 1:35:53.2 | +1:47.4    |
| 6.   | Luis Carballido      | Pablo Candal        | Citroën C2 S1600              | 1:36:35.0 | +2:29.2    |
| 7.   | David Colldecarrera  | Xavier Lozano       | Mitsubishi Lancer Evo VIII    | 1:36:55.4 | +2:49.6    |
| 8.   | Amador Vidal         | Francisco Lema      | Mitsubishi Lancer Evo VIII MR | 1:37:08.0 | +3:02.2    |
| 9.   | Enrique García Ojeda | Jordi Barrabés      | Peugeot 206 S1600             | 1:37:11.1 | +3:05.3    |
| 10.  | Joan Vinyes          | Xavier Lorza        | Peugeot 206 S1600             | 1:37:21.9 | +3:16.1    |